# Gródków (przystanek kolejowy)
Gródków – zlikwidowany przystanek osobowy, a w latach 1916-1971 stacja kolejowa w Psarach, w gminie Psary, w powiecie będzińskim, w województwie śląskim, w Polsce. Przystanek funkcjonował do roku 2005.